# Scalesia
Scalesia là một chi thực vật có hoa trong họ Cúc (Asteraceae).

## Loài
Chi Scalesia gồm các loài: